# Reino Unido en 2010
En este artículo se enumeran los principales acontecimientos ocurridos en el Reino Unido en el año 2010.

## Eventos

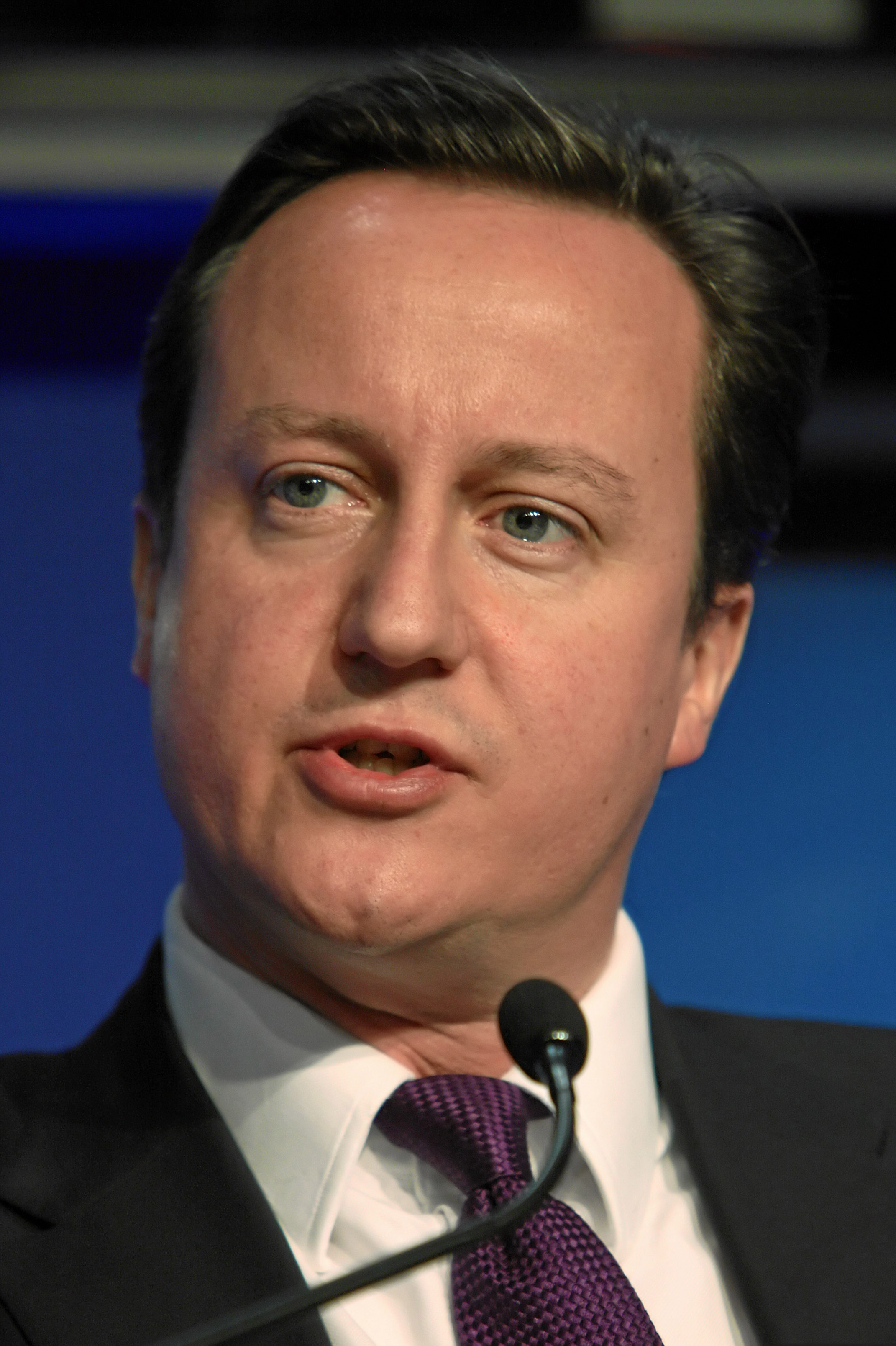
David Cameron fue elegido primer ministro del Reino Unido en mayo de 2010.

- 5 de enero - Fuertes nevadas caídas de nieve por toda Gran Bretaña causando muchas interrupciones en el transporte, cierres de escuelas, fallas eléctricas y 25 muertes. Es el peor período de frío desde el invierno de 1981-1982.
- 9 de enero - El periodista del Daily Mirror Rupert Hamer muere en Afganistán.
- 26 de enero - El Reino Unido se declara fuera de la recesión.
- 29 de enero - El ex primer ministro Tony Blair da pruebas en la investigación de Irak.
- 2 de febrero - El conocido gigante confitero Cadbury, con sede en Birmingham, es tomado por el rival estadounidense Kraft Foods en un acuerdo de £11.5 mil millones.
- 5 de febrero - Tras largas negociaciones, los principales partidos políticos de Irlanda del Norte acuerdan transferir asuntos como la policía y la justicia al Ejecutivo de Irlanda del Norte.
- 19 de febrero - Amy Williams gana la única medalla de Gran Bretaña en los Juegos Olímpicos de Invierno.
- 5 de marzo - El primer ministro Gordon Brown da evidencia a la investigación de Irak.
- 20 de marzo - Comienza una huelga de tres días de duración de la tripulación de cabina de British Airways.
- 6 de abril - El primer ministro Gordon Brown pide el permiso de la Reina para disolver el parlamento, a fin de tener elecciones generales.
- 15 de abril - Una nube de cenizas volcánicas de la erupción de Eyjafjallajökull en Islandia provoca el cierre del espacio aéreo sobre el Reino Unido y Europa septentrional y occidental.
- 15 de abril - El primero de tres debates televisados entre los líderes de los tres principales partidos políticos en el Reino Unido se muestra en ITV.
- 6 de mayo - Elección General 2010: El Partido Conservador gana la mayoría de los escaños, sin embargo no tiene suficientes escaños para formar un gobierno mayoritario, resultando en un parlamento suspendido, el primero desde 1974. Los resultados finales fueron: Conservadores (307 diputados), Laboristas (258 diputados), Demócratas Liberales (57 diputados), DUP (8 diputados), SNP (6 diputados), Sinn Fein (5 diputados), SDLP (3 diputados), Plaid Cymru (3 diputados), Partido Verde (1 diputado) y Partido Alianza de Irlanda del Norte (1 diputado). Entre los resultados notables se encuentran el primer ministro de Irlanda del Norte Peter Robinson, que perdió su escaño en Belfast East y la elección del primer diputado del Partido Verde.
- 11 de mayo - David Cameron, líder del Partido Conservador se convierte en primer ministro a la cabeza de una coalición demócrata conservador-liberal con el líder liberal demócrata Nick Clegg como vice primer ministro. Gordon Brown renuncia como primer ministro y líder del Partido Laborista.
- 24 de mayo - Tres personas mueren en un accidente de autobús escolar cerca de Keswick, Cumbria.
- 29 de mayo - El Reino Unido, representado por Josh Dubovie, termina último en el concurso de Eurovisión.
- 29 de mayo - El diputado liberal demócrata David Laws renuncia como Secretario en Jefe del Tesoro después de sólo dos semanas, debido a reclamaciones de gastos.
- 2 de junio - Un taxista llamado Derrick Bird sale disparando en Cumbria y 12 personas mueren y 25 resultan heridas.
- 12 de junio - La campaña de la selección nacional de fútbol de Inglaterra comienza con un empate a 1-1 contra Estados Unidos.
- 15 de junio - La investigación de Saville sobre los tiroteos del "Domingo Sangriento" de 1972 encuentra que los actos cometidos por el Ejército Británico fueron "injustificados e injustificables" y el primer ministro David Cameron hace una disculpa formal en nombre del gobierno.
- 18 de junio - La selección nacional de fútbol de Inglaterra sólo logra un empate 0-0 con la selección nacional de fútbol de Argelia.
- 22 de junio - El canciller George Osborne presenta a la Cámara de los Comunes la declaración presupuestaria de emergencia del gobierno de coalición. Los cambios más notables incluyen un incremento del 2,5% en el IVA hasta el 20% y una reducción del 25% en el gasto público.
- 25 de junio - David Cameron anuncia que quiere que todas las tropas británicas salgan de Afganistán para el 2015.
- 27 de junio - Inglaterra es eliminada de la Copa Mundial tras perder por 4-1 ante Alemania.
- Junio - Los castores se crían en libertad, en Escocia, por primera vez en 400 años.
- 5 de julio - El vice primer ministro Nick Clegg anuncia que el 5 de mayo de 2011 se celebrará un referéndum sobre la introducción del sistema alternativo de votación para las elecciones en Westminster.
- 10 de julio - Después de una semana de persecución por la policía de Northumbria, el pistolero fugitivo Raoul Moat se suicida.
- 11 de julio - El inglés Howard Webb se refiere a la final de la Copa Mundial de la FIFA.
- 23 de julio - Jon Venables, quien asesinó sádicamente al pequeño James Bulger en 1993 a la edad de 11 años, es sentenciado a dos años de prisión después de admitir haber distribuido pornografía infantil.
- 28 de julio - La secretaria del Interior Theresa May anuncia planes para desechar el uso de las órdenes de comportamiento antisocial en Inglaterra y Gales.
- 3 de agosto - El presidente paquistaní Asif Ali Zardari llega a Pakistán para una visita de cinco días, pero está bajo presión por estar ausente de su país durante una gran catástrofe causada por las inundaciones.
- 1 de septiembre - Liberan las memorias del ex primer ministro Tony Blair tituladas Un viaje.
- 10 de septiembre - El gobierno revela planes para privatizar Royal Mail.
- 16 de septiembre - El papa Benedicto XVI inicia una visita de estado de cuatro días a Escocia e Inglaterra. Esta es la primera visita papal al Reino Unido desde 1982.
- 25 de septiembre - Ed Miliband es elegido líder del Partido Laborista, derrotando por poco a su hermano David Miliband.
- Octubre - Los cuatro países del Reino Unido participan en los Juegos de la Commonwealth.
- 8 de octubre - Linda Norgrove, una cooperante escocesa, muere en un intento de rescatarla después de ser secuestrada en Afganistán.
- 5 de noviembre - Nigel Farage es reelegido como líder del Partido por la Independencia del Reino Unido.
- 10 de noviembre - Primera ronda de protestas estudiantiles contra el aumento de la matrícula universitaria.
- 11 de noviembre - El Gobierno da a conocer los planes para la mayor sacudida del sistema de bienestar social desde la década de 1940.
- 16 de noviembre - Prince William y Kate Middleton anuncian su compromiso.
- 19 de noviembre - Dos mineros escoceses se encuentran entre un grupo de 29 mineros atrapados tras una explosión en la mina del río Pike en Nueva Zelanda. Una segunda explosión cinco días después confirma su muerte.
- 28 de noviembre - Las fuertes nevadas caen a través de Gran Bretaña, causando fuertes interrupciones durante semanas, llevando, entre otras cosas, a la cancelación de vuelos, y posponiendo los partidos deportivos. Es el segundo período de frío prolongado en un año.
- 2 de diciembre: la candidatura de Inglaterra para albergar la Copa Mundial de la FIFA 2018 fracasa.
- 9 de diciembre - Los diputados votan para aumentar las tasas de matrícula universitaria. Hay manifestaciones masivas de estudiantes en respuesta a ello.
- 17 de diciembre - Joanna Yeates desaparece en Bristol. La encontraron muerta el día de Navidad.
- 21 de diciembre - Stephen Griffiths, conocido como' Crossbow Cannibal' es sentenciado por los asesinatos de tres mujeres.
- 23 de diciembre - El político escocés Tommy Sheridan es declarado culpable de perjurio.
- 28 de diciembre - La policía de Bristol anuncia que Joanna Yeates murió de estrangulamiento.
- 29 de diciembre - El equipo nacional de críquet de Inglaterra retiene The Ashes contra Australia.

## Nacimientos
- 24 de agosto - Florence Cameron, hija del primer ministro David Cameron.
- 29 de diciembre - Savannah Phillips, primer bisnieto de la reina Isabel II.

## Muertes
- 9 de enero - Rupert Hamer, 39 años, periodista
- 19 de enero - Bill McLaren, 86, comentarista de rugby
- 22 de enero - Jean Simmons, 81 años, actriz
- 6 de febrero - John Dankworth, 82 años, músico
- 11 de febrero - Alexander McQueen, 40 años, diseñador de moda
- 19 de febrero - Lionel Jeffries, 83 años, actor
- 1 de marzo - Kristian Digby, 32 años, presentador de televisión
- 2 de marzo - Winston Spencer-Churchill, 69, político
- 3 de marzo - Keith Alexander, 53 años, entrenador de fútbol
- 3 de marzo - Michael Foot, 96 años, exlíder del Partido Laborista
- 5 de marzo - Philip Langridge, 70 años, tenor
- 7 de marzo - Kenneth Dover, 89 años, clasicista
- 15 de marzo - Ashok Kumar, 53 años, político
- 20 de marzo - Harry Carpenter, 84 años, comentarista deportivo
- 22 de marzo - James W. Black, 85 años, Premio Nobel
- 4 de abril - Alec Bedser, 91 años, jugador de críquet
- 6 de abril - Corin Redgrave, 70 años, actor y activista político
- 7 de abril - Christopher Cazenove, 64 años, actor
- 8 de abril - Malcolm McLaren, 64 años, exgerente de Sex Pistols
- 25 de abril - Alan Sillitoe, 82 años, escritor
- 2 de mayo - Lynn Redgrave, 67 años, actriz
- 8 de mayo - Florrie Baldwin, 114 años, supercentenario
- 23 de mayo - Simon Monjack, 39 años, guionista, productor y director.
- 7 de junio - Stuart Cable, 40 años, músico
- 16 de junio - Ronald Neame, 99 años, director de fotografía, productor y guionista.
- 21 de junio - Stanley Lucas, 110 años, supercentenario
- 25 de junio - Alan Plater, 75 años, escritor
- 1 de julio - Geoffrey Hutchings, 71 años, actor
- 2 de julio - Beryl Bainbridge, 77 años, escritor
- 10 de julio - Raoul Moat, 37 años, pistolero fugitivo
- 21 de julio - Anthony Rolfe Johnson, 69 años, tenor
- 24 de julio - Alex Higgins, 61 años, jugador de snooker
- 6 de agosto - Tony Judt, 62 años, historiador
- 10 de agosto - Jimmy Reid, 78 años, dirigente sindical
- 17 de agosto - Edwin Morgan, 90 años, poeta
- 3 de septiembre - Cyril Smith, 82 años, político
- 8 de septiembre - Ian Cameron, 77 años, padre de David Cameron
- 3 de octubre - Philippa Foot, 90, filósofo
- 4 de octubre - Norman Wisdom, 95 años, comediante y actor
- 14 de octubre - Simon MacCorkindale, 58 años, actor
- 18 de octubre - Elsie Steele, 111 años, supercentenario
- 28 de octubre - Gerard Kelly, 51 años, actor
- 29 de octubre - Ronnie Clayton, 76 años, futbolista
- 23 de noviembre - Ingrid Pitt, 73 años, actriz
- 25 de noviembre - Bernard Matthews, 80 años, granjero de pavos
- 29 de noviembre - Maurice Wilkes, 97, informático
- 12 de diciembre - Tom Walkinshaw, 64 años, jefe del equipo de carreras de motor
- 17 de diciembre - Joanna Yeates, 25 años, arquitecta paisajista
- 19 de diciembre - Anthony Howard, 76 años, periodista
- 20 de diciembre - Brian Hanrahan, 61 años, periodista
- 24 de diciembre - Elisabeth Beresford, 84 años, autora

- Datos: Q4619136
- Multimedia: 2010 in the United Kingdom / Q4619136